# Changeant

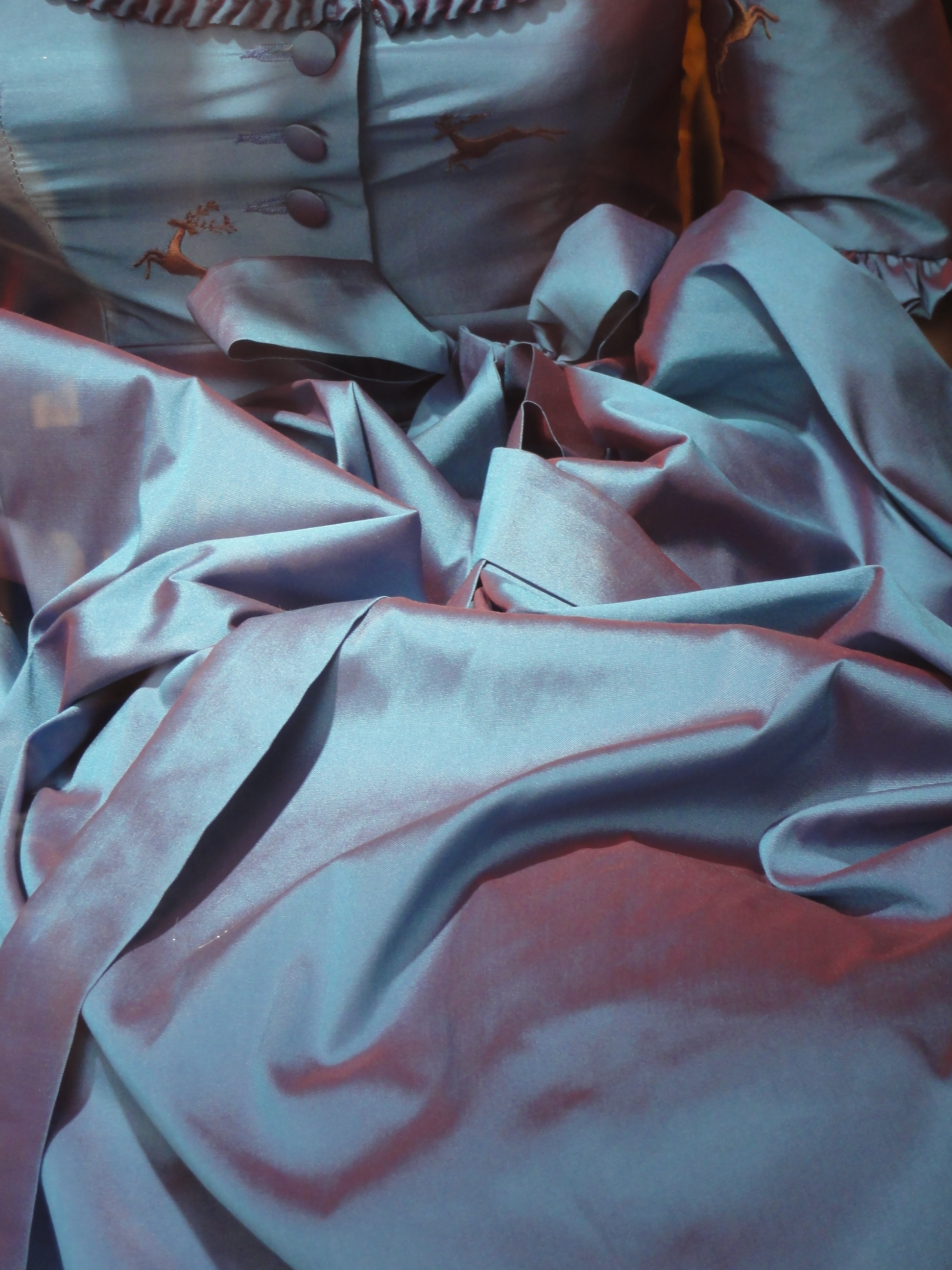
Changeant met blauwe schering en roze inslag.

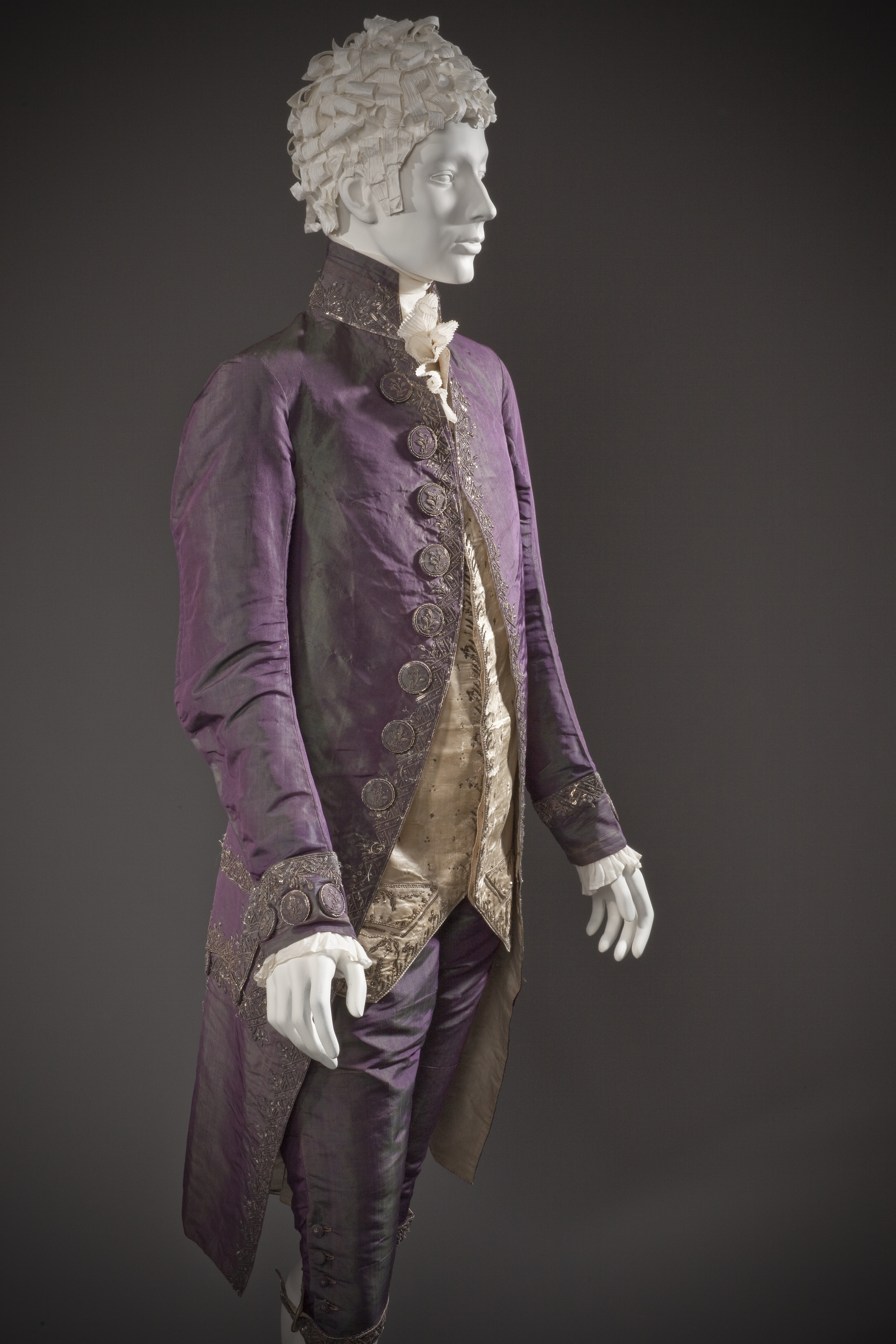
Herenkostuum van changeant, purperen schering en groene inslag weft, c. 1790 (vermaakt c. 1805). Los Angeles County Museum of Art, M.2007.211.800a-c.

Changeant (ook wel  changeant zijde of changeant tafzijde genoemd) is een weefsel in effenbinding, oorspronkelijk gemaakt van zijde, waarbij de scheringdraden sterk in kleur afwijken van de inslagdraden, waardoor een iriserend effect ontstaat. De weeftechniek kan ook worden gebruikt voor  katoenen, linnen, wollen en synthetische stoffen.

## Geschiedenis
In een document dat rond 1170 is geschreven, wordt een misgewaad uit 698 van purperen en gele changeant in detail beschreven, een bewijs dat de techniek in ieder geval al sinds de 7de eeuw bestaat. Changeant zou in die tijd ook wel purpura worden genoemd, een Latijns woord dat vooral werd gebruikt voor de kleur purper, hoewel er ook meerdere bronnen zijn waarin purpura wordt gebruikt voor rood, groen en zwart-met-rood, evenals "gevarieerd". Purpura wordt ook gebruikt in de betekenis van iriserend en spelend met licht, en er zijn moderne beschrijvingen waaruit blijkt dat de stof purpura een soort zijde was die zich onderscheidde van andere zijdesoorten in verscheidene kleuren. Er is ook gesuggereerd dat in boekverluchtingen in het Lindisfarne-evangeliarium uit c.700 de Vier Evangelisten zijn afgebeeld in kledingstukken van changeant.
Changeant was erg populair in de 18de en 19de eeuw. Hierbij werd ook gebruikgemaakt van scheringdraadbedrukking, een techniek waarbij de scheringdraden worden bedrukt voordat ze worden geweven. Op deze manier ontstaat chiné, een stof met een gevlamd patroon.

## Modern gebruik
Changeant wordt tegenwoordig gebruikt voor stropdassen en andere kledingstukken. In Engelstalige landen wordt het veel gebruikt voor de toga's die door studenten worden gedragen tijdens hun afstudeerceremonie.